# Pleurocrypta yatsui
Pleurocrypta yatsui är en kräftdjursart som först beskrevs av Arthur Sperry Pearse 1930.  Pleurocrypta yatsui ingår i släktet Pleurocrypta och familjen Bopyridae. Inga underarter finns listade i Catalogue of Life.